# Campionati asiatici di badminton 1993
I Campionati asiatici di badminton 1993 si sono svolti a Hong Kong. È stata la 12ª edizione del torneo, organizzato dalla Badminton Asia. Per la terza ed ultima volta non sono stati disputati gli eventi individuali. 

## Podi
| Evento                  | Oro       | Argento | Bronzo        |
| Gara a squadre maschile | Indonesia | Cina    | Taipei cinese |
| Gara a squadre maschile | Indonesia | Cina    | Malaysia      |